# Zora e gli ibernauti
Zora e gli ibernauti (Zora y los Hibernautas) è una storia a fumetti realizzata da Fernando Fernández e pubblicata per la prima volta nei primi anni ottanta in Spagna sulla rivista 1984 e, nello stesso periodo, negli Stati Uniti sulla rivista Heavy Metal e in Italia sulla rivista L'Eternauta.

## Trama
Il pianeta Honeycomb è governato da una razza di discendenza terrestre di sole donne senza capelli. Una di esse, Zora, ritrova dei militari terrestri ibernati che la spingono, una volta risvegliati, a ribellarsi al governo.

## Edizioni
- Zora e gli ibernauti (1984, Edizioni EPC)